# Infinite Crisis (videogioco)
Infinite Crisis è un videogioco online di tipo MOBA basato sull'Universo DC, sviluppato da Turbine, Inc. e pubblicato da Warner Bros. Interactive Entertainment. Il gioco mette in campo due squadre di eroi e criminali che si battono tra loro in campi di battaglia avviandosi in eventi catastrofici. Il gioco è di tipo free-to-play e in continuo aggiornamento. Dopo un esteso periodo di beta viene pubblicato su Steam il 26 marzo 2015. Il 3 giugno 2015 è stata annunciata la sua chiusura definitiva, prevista per il 14 agosto dello stesso anno.

## Trama
Al solito il Multiverso DC viene minacciato ed è sull'orlo della distruzione. Il destino di ciò è nelle mani di alcuni eroi e supercriminali che lottano per impedire o favorire la catastrofe.

## Modalità di gioco
In Infinite Crisis i giocatori assumono il ruolo del personaggio (qui detto "Campione"), dotato ciascuno di un set di abilità uniche per battersi contro altri Campioni controllati da altri giocatori o dal computer. Una delle modalità di gioco più popolari vede i campioni combattersi per distruggere torrette nemiche, completare i loro obiettivi ed infine distruggere il potere centrale di una squadra avversaria. I giocatori guadagnano di livello distruggendo droni e uccidendo i Campioni nemici e distruggendo torrette. La modalità classica del gioco è quella tipica di molti MOBA: vi sono tre corsie (top, mid e bot), una giungla suburbana torrette posizionate lungo le corsie e i droni che respawnano per attaccare le fazioni nemiche. Ai due estremi il potere centrale dei rispettivi Campioni, una nebbia di guerra che oscura parte della mappa e speciali bonus da attivare.

## Personaggi disponibili
| - Aquaman, Lord of Atlantis - Atrocitus, Survivor of Sector 666 - Batman, The Dark Knight - Gaslight Batman, The Sound of Justice - Nightmare Batman, Vampire - Blue Beetle, Reach Infiltrator - Catwoman, Feline Fatale - Gaslight Catwoman, Claws of Vengeance - Cyborg, Human Arsenal - Doomsday, Ruthless Abomination - Flash, The Fastest Man Alive - Green Arrow, Emerald Archer - Green Lantern, Fearless Maverick - Arcane Green Lantern, Emerald Knight - Atomic Green Lantern, The Light That Burns - Harley Quinn, Mad Love - Hawkgirl, Winged Defender - Katana, Mistress of Soultaker - Krypto, Super Dog - Lex Luthor - Trench Diver Lex Luthor | - Poison Ivy, Deadly Rose - Atomic Poison Ivy, Mistress of the Toxic Forest - Robin, Young Detective - Nightmare Robin, Scourge of the Night - Shazam, Earth's Mightiest Mortal - Sinestro, The Fallen Lantern - Star Sapphire, Love's True Champion - Stargirl, Cosmic Superstar - Starro, The Conqueror - Supergirl, The Daughter of Krypton - Arcane Supergirl, Herald of Rad - Superman, Man of Steel - Mecha Superman, The Agent of Hope - Nightmare Superman, The Phantom King - Swamp Thing, Avatar of the Green - Joker, Clown Prince of Crime - Atomic Joker, Head Koncho - Gaslight Joker, The Laughing Butcher - Wonder Woman, Ambassador of Peace - Atomic Wonder Woman, The Reclaimer - Mecha Wonder Woman, The Warden of Truth - Zatanna, Showstopper |

## Universi in vetrina
- Terra primaria (Nuova Terra/Terra-0): Il mondo che fa da chiave di volta del Multiverso DC.
- Terra Arcana (Terra-13): Un mondo dove la Shadow League (un gruppo di subdoli stregoni) ha ordito per il controllo sulla Terra, ma uno dei loro piani finì per far estinguere il loro sole. Dopo che questi è stato riacceso, la Terra venne alterata dalla magia diffusasi su essa.
- Terra Atomica (Terra-17): Un mondo dove gli attacchi atomici lanciati durante la guerra fredda hanno vaporizzato il 97% di tutta la vita sulla Terra. Il resto dei sopravvissuti rimase ferita, mutata e lasciata allo sbando dopo il disastro nucleare.
- Terra Gaslight (Terra-19): Un mondo simile all'epoca vittoriana, dove la società è stata rivoluzionata attraverso la tecnologia del vapore.
- Terra Mecha (Terra-44): Un mondo dove la tecnologia era molto avanzata e gli eroi erano completamente assenti, finché un gruppo di scienziati non creò dei robot con le loro fattezze.
- Terra Incubo (Terra-43): Un mondo in cui eroi e criminali presentano fattezze mostruose.